# La scala di seta

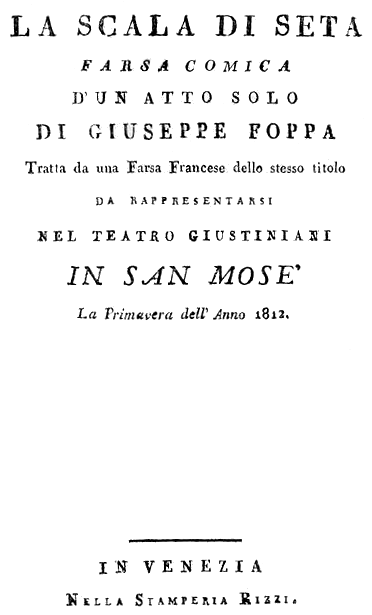
Librettots titelsida, Venedig 1812.

La Scala di seta (Silkesstegen) är en opera (farsa comica) i en akt med musik av Gioacchino Rossini och libretto av Giuseppe Maria Foppa efter komedien L'échelle de soie av François-Antoine-Eugène de Planard. 

## Historia
Av Rossinis första nio operor skrevs fem för Teatro San Moisè i Venedig. Dessa fem var alla enaktsfarser, vilka Rossini komponerade mellan 1810 och 1813. Förutom La scala di seta bestod de av La cambiale di matrimonio, L'inganno felice, L’occasione fa il ladro och Il signor Bruschino. Librettot till La scala di seta bygger på François-Antoine-Eugène de Planards komedi L'échelle de soie, vilken 1808 hade tonsatts av Pierre Gaveaux. Rossinis opera hade premiär den 9 maj 1812 på Teatro San Moisè i Venedig men blev ingen odelad succé. Felet berodde förmodligen på textförlagan som ansågs vara för lik Domenico Cimarosas populära opera Il matrimonio segreto från 1792. Efter tolv föreställningar glömdes operan bort. Flera försök att återuppliva den gjordes, bland annat i Senigallia 1813, Siena 1818, Barcelona 1823 och Lissabon 1825. Svensk premiär den 8 februari 1973 på Operahögskolan i Stockholm.
Originalpartituret ansågs länge vara förkommet. Det visade sig att den svenske musikern och kaptenen Rudolf Nydahl (1882-1973) hade införskaffat den till sin samling av musikhandskrifter i Stiftelsen Musikkulturens Främjande. Efter hans död 1973 utvärderades samlingen vetenskapligt och Fondazione Rossini kunde med hjälp av musikforskaren Anders Wiklund sammanställa och ge ut en kritisk nyutgåva. 1988 spelades denna version på Rossini Opera Festival Pesaro med stor framgång.

## Personer
- Dormont, förmyndare till Giulia (tenor)
- Giulia, hans myndling (sopran)
- Lucilla, Giulias kusin (sopran)
- Dorvil, Giulias hemlige make (tenor)
- Blansac, Dormonts vän (bas)
- Germano, Giulias tjänare (bas)

## Handling
Dormont har sin myndling Giulia boende hos sig med hennes tjänare Germano och kusin Lucilla. Utan sin förmyndares vetskap har Giulia gift sig med Dorvil, som varje kväll klättrar in i huset med en silkesstege och lämnar det samma väg på morgonen. Dormont har tänkt sig att Giulia skall giftas bort med Blansac, som kommer i sällskap med Dorvil. Denne är angelägen om att Giulia skall göra ett så dåligt intryck som möjligt. Även Giulia gör vad hon kan för att inge Blansac betänkligheter inför äktenskapet, men då Dorvil har gömt sig i rummet intill och bara uppfattar brottstycken av deras samtal, missförstår han vad de talar om och blir svartsjuk. Även tjänaren missuppfattar sammanhanget då han hör Giulia sjunga om sin längtan efter att Dorvil skall klättra uppför silkesstegen vid midnatt. Han tror att hon tänker på Blansac och skyndar sig att meddela denne att han samma natt kan komma upp i Giulia sovrum på silkesstegen. Lucilla har blivit nyfiken och gömmer sig i Giulias rum, och den like nyfikne Germano kryper in under bordet. Giulia har knappast hunnit ta emot sin make, som får förebråelser hos sin svartsjuka, förrän Blansac bultar på balkongdörren så att även Dorvil måste gömma sig.
Giulia förstår inte varför Blansac kommer på detta sätt och så sent och blir förargad på Germano då hon får förklaringen. Men just denna kväll har Giulias förmyndare upptäckt silkesstegen och ger sig till att genomsöka rummet. Allt avslöjas. Dorvil erkänner att han är gift med Giulia. Blansac tröstar sig med Lucilla och Dormont inser att det är lönlöst att kämpa mot kärleken.

## Musiken
Orkestern består av:
- Träblås: två flöjter (även piccolaflöjt), två oboer, två klarinetter, fagott
- Bleckblås: två valthorn, Engelskt horn,
- Stråkar
- Basso Continuo

Operan består av följande nio nummer:
- Sinfonia (ouvertyr)
- Nr. 1. Introduktion (Giulia, Germano, Lucilla): "Va’, sciocco, non seccarmi!" (Scen 1)
- Nr. 2. Duett (Giulia, Germano): "Io so ch’hai buon core" (Scen 4)
- Nr. 3. Aria (Dorvil): "Vedrò qual sommo incanto" (Scen 6)
- Nr. 4. Kvartett (Blansac, Giulia, Germano, Dorvil): "Sì che unito a cara sposa" (Scen 7)
- Nr. 5. Aria (Lucilla): "Sento talor nell’anima" (Scen 9)
- Nr. 6. Recitativ och aria (Giulia): "Il mio ben sospiro e chiamo" (Scen 12)
- Nr. 7. Aria (Germano): "Amore dolcemente" (Scen 13)
- Nr. 8. Final: "Dorme ognuno in queste soglie" (Scen 16)

Ouvertyren till La scala di seta spelas oftare som konsertnummer än operan i sin helhet numera. Huvudkaraktärerna är Giulia och Germano. Hennes aria "Il mio ben sospiro e chiamo" utmärks genom sin rika orkestrering och solo av ett engelskt horn. Mycket av Rossinis mest förfinade musik återfinns hos Germano. Liksom Batone i L'inganno felice innehåller rollen både komiska och seriösa delar, men Germanos förmåga att skifta från lyriskhet till ren opera buffa är unik. Alla större ensembler inkluderar Germano och alla visar på den unge Rossini när han är som bäst.